# Samuel Fröling
Samuel Fröling, född 1687 i Skönberga socken, död 4 oktober 1746 i Vinnerstads socken, var en svensk präst.

## Biografi
Fröling föddes 1687 i Skönberga socken. Han var son till kyrkoherden i Skedevi socken. Fröling blev 1706 student vid Uppsala universitet och 12 juni 1716 magister. Han blev 14 februari 1722 gymnasieadjunkt i Linköping. 31 juli samma år blev han kollega. Fröling blev 25 augusti 1722 konrektor i staden och 1725 rektor. Han prästvigdes 18 december 1725. 1728 blev Fröling lektor i grekiska. 1734 blev han kyrkoherde i Vinnerstads församling och 1735 kontraktsprost i Aska kontrakt. Fröling avled 4 oktober 1746 i Vinnerstads socken.
Fröling var notarie vid 1722 års prästmöte och preses vid 1739 års prästmöte.
I Uppsala var Fröling musikstipendiat 1710–1716 under director musices Christian Zellinger. Till magisterpromotionen 1710 komponerade han en visa till fyra östgötar.

### Familj
Fröling gifte sig första gången 1723 med Catharina Elisabeth Klingenberg (död 1734). Hon var dotter till kamrer Clas Klingenberg och Catharina Klingenberg i Stockholm. De fick tillsammans barnen Kajsa Lisa (1724-1742), Samuel (1725-1726), Magnus Fröling (1727–1797), Claes Herman (1730-1748), Ulrica (1733-1788) och Anna Greta (1734-1782).
Fröling gifte sig andra gången 6 juli 1736 med Agneta Margareta Wittensten (1680–1741). Hon var dotter till källarmästaren N. N. Wittensten och Beata Nilsdotter i Norrköping. Hon hade tidigare vart gift med kyrkoherden Samuel Dahl i Fornåsa socken.